# Fronberg (Schwandorf)
Fronberg ist ein Ortsteil der Stadt Schwandorf im Landkreis Schwandorf in der Oberpfalz (Bayern).

## Geografie
Fronberg liegt zwei Kilometer nordöstlich von Schwandorf an der Naab und ist zwei Kilometer von der A93-Anschlussstelle Schwandorf Nord entfernt. Fronberg befindet sich im Westen des Oberpfälzer Seenlandes.

## Geschichte
Die frühere Gemeinde Fronberg mit den damaligen Ortsteilen Fronberg, Irlaching, Irrenlohe und Münchshöf kam bei der Gemeindegebietsreform am 1. Juli 1972 zur Stadt Schwandorf.

## Sehenswürdigkeiten
- Schloss Fronberg
- Oberpfälzer Künstlerhaus (Kebbel-Villa)
- St.-Andreas-Kirche
- Petrus-Kapelle - Sie steht am Ende einer Allee, die zum Schloss führt und erinnert an den 1945 im KZ Sachsenhausen verstorbenen Randolph von Breidbach-Bürresheim.
- Wendelinkapelle
- Brauereiwirtschaft (seit 1420)
- Gebäude der Fronberger Eisengießerei „Fronberg Guss“ (auf einer Naabinsel gelegen) - Das Unternehmen wurde 1449 als Hammerwerk zur Herstellung von Blech, Draht und Waffen gegründet und ist seit 2005 eine Tochtergesellschaft der Gienanth Eisenberg GmbH[2]

## Persönlichkeiten
Caroline von Holnstein geborene Freiin von Spiering und in zweiter Ehe Freifrau Künsberg von Fronberg. Ihr Porträt hängt in der Schönheitengalerie im Schloss Nymphenburg in München.

## Bilder

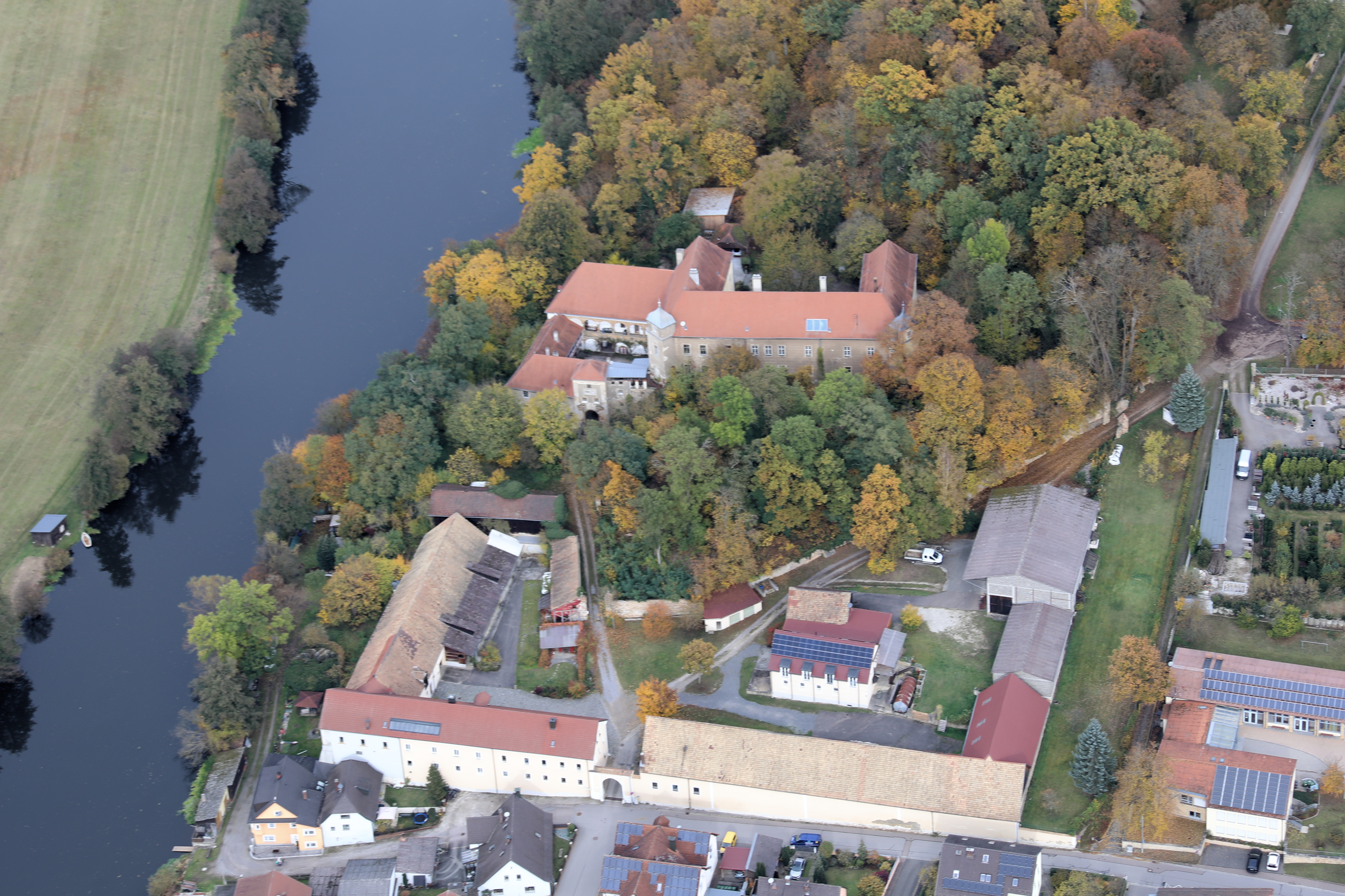
Schloss Fronberg (2023)
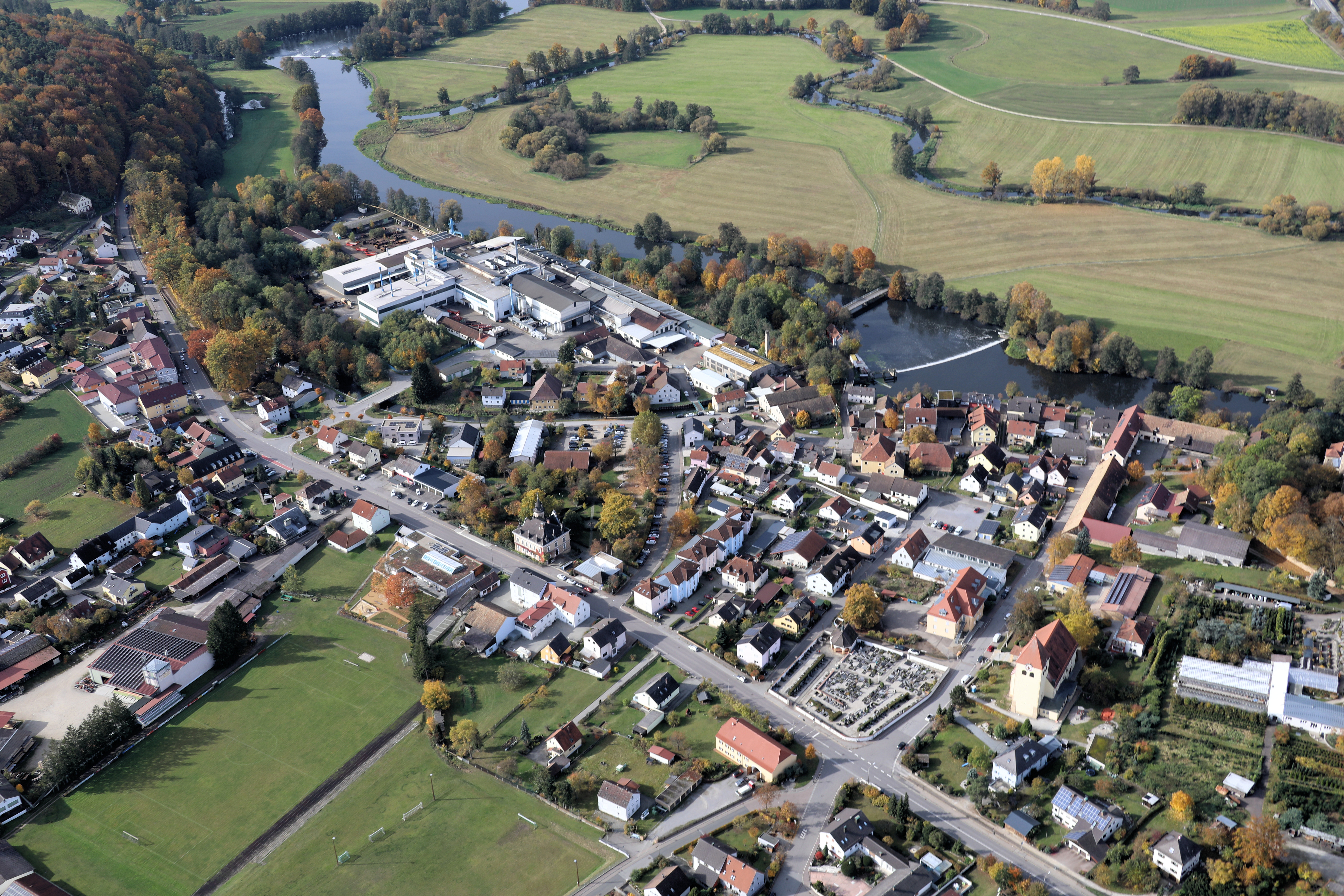
Fronberg Guss (Bildmitte am Fluss Naab, 2023)
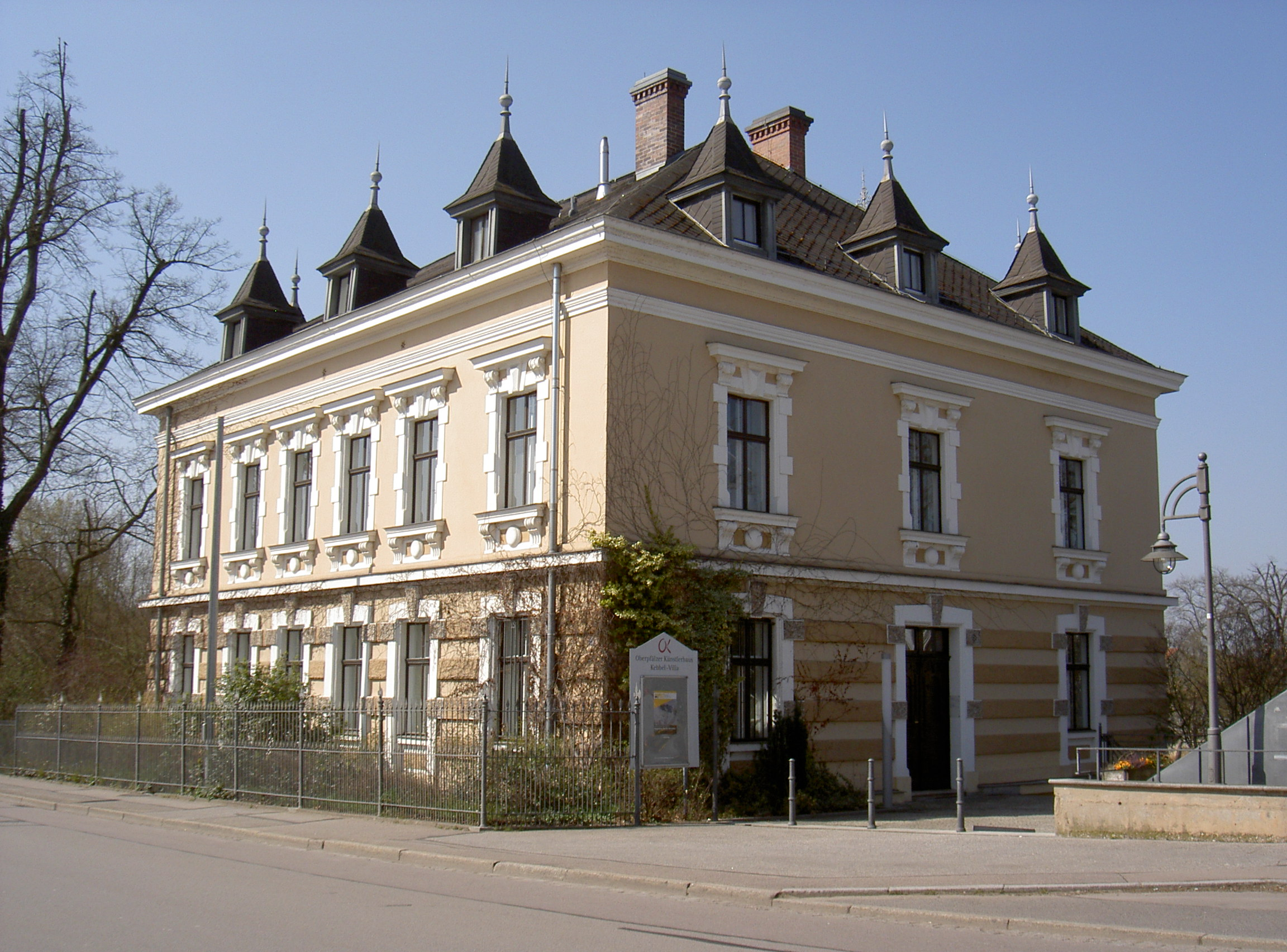
Kebbel-Villa (2016)
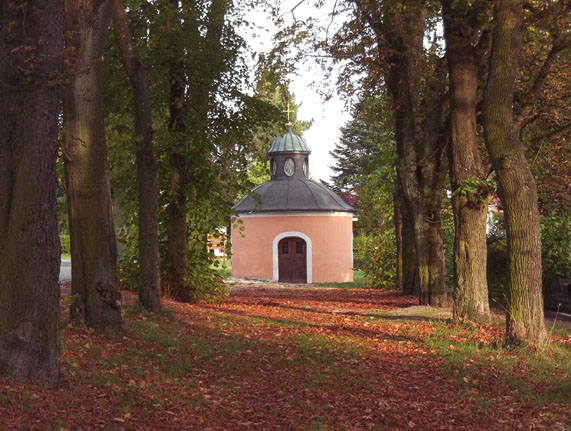
Petrus-Kapelle
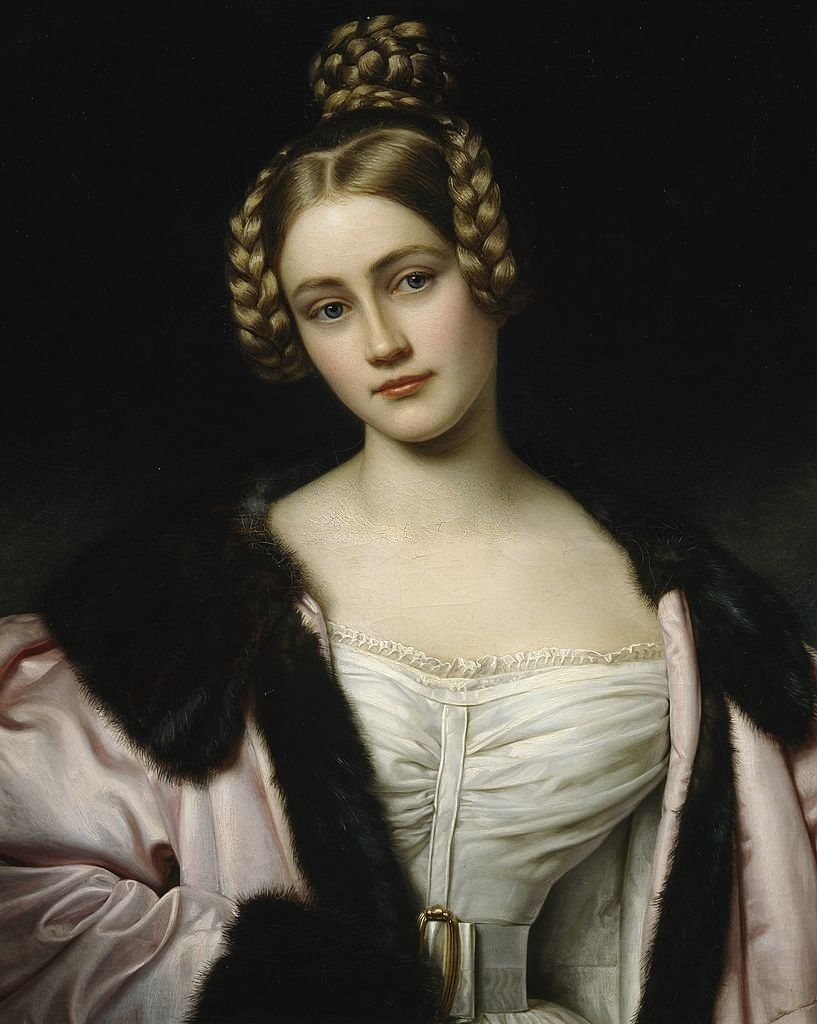
Caroline von Holnstein